# 杨昌鹏 (足球运动员)
杨昌鹏（1989年5月1日—），中国足球运动员。杨昌鹏的身高达到2.06米是中国以至世界上最高的足球运动员之一。

## 职业生涯
杨昌鹏被湖北足球名宿肖笃寅发掘并带入武汉梯队，在2006年进入武汉光谷一线队，年底曾经和队友周燎一起去英超球队博尔顿进行过试训，被当地媒体称为是中国的彼得·克劳奇。但由于劳工证的原因，杨昌鹏最终没能留在博尔顿。2007年因“跳级”入选中国国青队而一举成名。
2008年，朱广沪出任武汉光谷主教练后打算重用杨昌鹏，但随着杨昌鹏因一次意外受伤加上武汉光谷中途退出中超联赛而未能实现。2009年杨昌鹏加盟湖北康天作为球队的主力球员参加了乙级联赛，并帮助球队打进乙级联赛决赛阶段。
2010年7月的中国球员二次转会，杨昌鹏加盟成都谢菲联並随球队从中甲联赛升上中超联赛。但在2011赛季艰难的保级战役中因自身战术特点原因没有获得多少在中超证明自己的机会。
2012年，杨昌鹏响应同样是湖北足球名宿的张军邀请，加盟新组建的乙级联赛球队深圳风鹏，作为球队首发中重要的战术中锋。在他终于等来的一个发展顺利的赛季，却在最后对湖北华凯尔毕其功于一役的冲甲决战中遭遇滑铁卢。卷入与对手肢体冲突的杨昌鹏被受到主场压力的主裁判过严地直接罚下，失去他作为前场支点的深圳风鹏被迫早早转入守势并最终落败。
2013年，杨昌鹏加盟新贵梅州客家，并在首轮对风鹏的回归之战中助攻入球。